# Wildwood (Florida)
Wildwood és una població dels Estats Units a l'estat de Florida. Segons el cens del 2000 tenia 3.924 habitants.

## Demografia
Segons el cens del 2000, Wildwood tenia 3.924 habitants, 1.640 habitatges, i 1.074 famílies. La densitat de població era de 293 habitants/km².
Dels 1.640 habitatges en un 23% hi vivien nens de menys de 18 anys, en un 44,6% hi vivien parelles casades, en un 17,2% dones solteres, i en un 34,5% no eren unitats familiars. En el 30,8% dels habitatges hi vivien persones soles el 20,2% de les quals corresponia a persones de 65 anys o més que vivien soles. El nombre mitjà de persones vivint en cada habitatge era de 2,28 i el nombre mitjà de persones que vivien en cada família era de 2,81.
Per edats la població es repartia de la següent manera: un 22,3% tenia menys de 18 anys, un 6,5% entre 18 i 24, un 18,4% entre 25 i 44, un 19% de 45 a 60 i un 33,8% 65 anys o més.
L'edat mediana era de 48 anys. Per cada 100 dones de 18 o més anys hi havia 79,2 homes.
La renda mediana per habitatge era de 23.357 $ i la renda mediana per família de 27.247 $. Els homes tenien una renda mediana de 23.250 $ mentre que les dones 18.103 $. La renda per capita de la població era d'11.758 $. Entorn del 17,3% de les famílies i el 21,7% de la població estaven per davall del llindar de pobresa.

## Poblacions més properes
El següent diagrama mostra les poblacions més properes.